# Wikenti Wikentjewitsch Weressajew

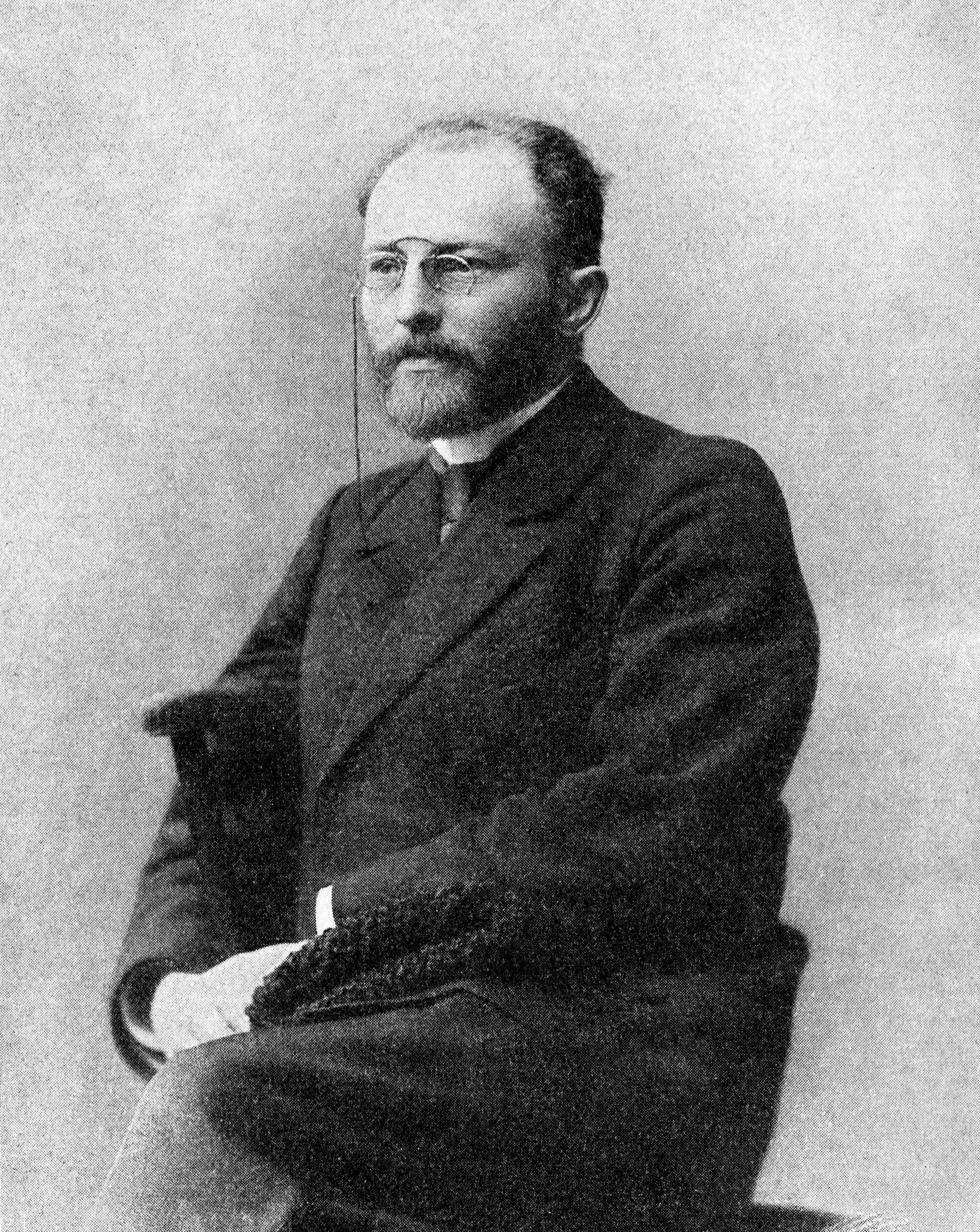
Wikenti Wikentjewitsch Weressajew

Wikenti Wikentjewitsch Weressajew (russisch Викентий Викентьевич Вересаев; * 4. Januarjul. / 16. Januar 1867greg. in Tula; † 3. Juni 1945 in Moskau) war ein russischer Arzt und Schriftsteller polnischer Abstammung.
Weressajew gehörte 1890 zu den legalen Marxisten. Er verfasste die Autobiografie Bekenntnisse eines Arztes (1901), den Roman In der Sackgasse (1923) und Studien über Dostojewski, Tolstoi, Nietzsche, Puschkin und Gogol. In Deutschland wurde er durch die „grauenhaft realistische Darstellung seiner Erlebnisse im russisch-japanischen Krieg“ bekannt.

## Deutsche Ausgaben
- Beichten eines praktischen Arztes : Versehen und Fehlschlusse / Erinnerungen von W. Weressajew ; Deutsch von Carl von Gutschow. - Leipziger Verlags-Comptoir, 1902. - 314 с.
- Bekenntnisse eines Arztes. Einzige vom Verfasser genehmigte Übersetzung von Heinrich Johannson. Mit einem Bildnis des Verfassers. Stuttgart : Robert Lutz 1902 frei zugängliches Digitalisat auf Internet Archive
- Meine Erlebnisse im russisch-japanischen Kriege : Bilder vom russisch-japanischen Kriegsschauplatze. Mit Erlaubnis des Verfassers übersetzt von L. Meerowitsch und Dr. J. Bürli. 3. unveränd. Aufl. Stuttgart : Robert Lutz 1908 frei zugängliches Digitalisat auf Internet Archive
- Ohne Weg : Novelle. Aus dem Russischen übersetzt von Heinrich Harff. Berlin : Franz Ledermann 1905  frei zugängliches Digitalisat auf Internet Archive
- In der Sackgasse. Wien: Verlag für Literatur und Politik, 1924
- Das Leben Puschkins : Biogr. Skizze. Aus d. Russ. v. Olga Halpern. Moskau : Verlagsgen. ausländ. Arbeiter in d. UdSSR, 1937
- In der Sackgasse: Roman. Aus dem Russ. von Maria Einstein. Berlin : Verlag Volk u. Welt, 1983